# 阿萊曼 (愛荷華州)
阿萊曼（英語：Alleman）是美国艾奥瓦州波爾克縣下轄的一个城市。2010年人口统计为432人。